# Un bikini per Didi
Un bikini per Didi (Boy, Did I Get a Wrong Number!) è un film statunitense del 1966 diretto da George Marshall.